# Historia del uniforme del Ajax de Ámsterdam
El Ajax jugó originalmente en un uniforme totalmente negro con una banda roja atada alrededor de la cintura de los jugadores, pero ese uniforme pronto fue sustituido por una camisa a rayas rojas y negras con pantalón negro. Rojo, negro y blanco son los tres colores de la bandera de Ámsterdam. Sin embargo, cuando bajo la dirección de Jack Kirwan, el club consiguió el ascenso a la máxima categoría del fútbol neerlandés por primera vez en 1911 (posteriormente Eerste Klasse o, más tarde llamada Eredivisie), el Ajax se vio obligado a cambiar sus colores porque el Sparta Rotterdam ya tenía exactamente la misma equipación. Los uniformes especiales para los partidos a domicilio no existían en ese momento y, de acuerdo con los reglamentos del fútbol, los de más reciente fundación tenían que cambiar sus colores si dos equipos de la misma liga tenían uniformes idénticos. El Ajax optó por pantalón blanco y camisa blanca con una franja ancha y vertical roja sobre el pecho y la espalda, que, desde entonces, sigue siendo el tradicional uniforme del Ajax.
Las camisetas de Ajax han sido patrocinados por TDK, y por ABN AMRO desde 1991 hasta 2008. AEGON ha sustituido a ABN AMRO como patrocinador principal por un período de, por lo menos, siete años. El 1 de abril de 2007, el Ajax llevaba un patrocinador diferente para el partido contra el Heracles Almelo: Florius, un programa de banco que acababa de lanzar ABN AMRO y que quería que fuera el patrocinador de la camiseta en un partido. Las últimas camisetas han sido fabricadas por Umbro (1989-2000) y Adidas desde 2000.

## Titular
| 1993-94 | 1994-95 | 1995-96 | 1996-97 | 1997-98 | 1998-99 | 1999-00 |
| 2000-01 | 2001-02 | 2002-04 | 2004-05 | 2005-06 | 2006-07 | 2007-08 |
| 2008-09 | 2009-10 | 2010-11 | 2011-12 | 2012-13 | 2013-14 | 2014-15 |
| 2015-16 | 2016-17 | 2017-18 | 2018-19 | 2019-20 | 2020-21 | 2021-22 |
| 2022-23 | 2023-24 | 2024-25 | 2025-26 |         |         |         |

## Suplente
| 2000-01 | 2001-02 | 2002-03 | 2003-04 | 2004-05 | 2005-06 | 2006-07 |
| 2007-08 | 2008-09 | 2009-10 | 2010-11 | 2011-12 | 2012-13 | 2013-14 |
| 2014-15 | 2015-16 | 2016-17 | 2017-18 | 2018-19 | 2019-20 | 2020-21 |
| 2021-22 | 2022-23 | 2023-24 | 2024-25 | 2025-26 |         |         |

## Alternativa
| 2004-05 | 2016-17 | 2020-21 | 2021-22 | 2022-23 | 2023-24 | 2024-25 | 2025-26 |

## Patrocinio
| Período   | Indumentaria   | Patrocinador |
| --------- | -------------- | ------------ |
| 1973–1977 | Le Coq Sportif | Ninguno      |
| 1977–1979 | Puma           | Ninguno      |
| 1979–1980 | Cor Du Buy     | Ninguno      |
| 1980–1982 | Le Coq Sportif | Ninguno      |
| 1982–1986 | Le Coq Sportif | TDK          |
| 1986–1989 | Kappa          | TDK          |
| 1989–1991 | Umbro          | TDK          |
| 1991–2000 | Umbro          | ABN AMRO     |
| 2000–2008 | Adidas         | ABN AMRO     |
| 2008–2014 | Adidas         | AEGON        |
| 2014–     | Adidas         | ZIGGO        |